# Vito Da Ros
Vito Da Ros (ur. 21 maja 1957 w Canevie) – włoski kolarz szosowy, srebrny medalista mistrzostw świata.

## Kariera
Największy sukces w karierze Vito Da Ros osiągnął w 1977 roku, kiedy wspólnie z Mirko Bernardim, Mauro De Pellegrinem i Dino Porrinim zdobył srebrny medal w drużynowej jeździe na czas na mistrzostwach świata w San Cristóbal. Był to jednak jedyny medal wywalczony przez niego na międzynarodowej imprezie tej rangi. W 1976 roku wystartował na igrzyskach olimpijskich w Montrealu, gdzie wraz z kolegami z reprezentacji był jedenasty w drużynowej jeździe na czas. W tym samym roku wygrał też włoskie Gran Premio Industria del Cuoio e delle Pelli i zajął trzecie miejsce w Coppa Bologna.